# Cinara vagabunda
Cinara vagabunda är en insektsart som beskrevs av Hottes och Essig 1953. Cinara vagabunda ingår i släktet Cinara och familjen långrörsbladlöss. Inga underarter finns listade i Catalogue of Life.